# (18189) Medeobaldia
(18189) Medeobaldia est un astéroïde de la ceinture principale d'astéroïdes.

## Description
(18189) Medeobaldia est un astéroïde de la ceinture principale d'astéroïdes. Il fut découvert le 24 août 2000 à Socorro (Nouveau-Mexique) par le projet LINEAR. Il présente une orbite caractérisée par un demi-grand axe de 2,70 UA, une excentricité de 0,04 et une inclinaison de 1,8° par rapport à l'écliptique.

## Compléments